# Arnošt Dvořák
Arnošt Dvořák, född 1881, död 1933, var en tjeckisk författare.
Dvořák har skrivit färgrika men ofta väl utdragna historiska dramer med motiv från det gamla Böhmen, trilogin Kung Václav IV (1910), Husiterna (1920), Vita berget (1925) med flera verk.